# Kestilä
Kestilä est une ancienne municipalité du centre-ouest de la Finlande. Elle appartenait à la province d'Oulu et la région d'Ostrobotnie du Nord. Elle a été fusionnée au 1er janvier 2009 dans la nouvelle municipalité de Siikalatva, avec ses voisines Pulkkila, Piippola et Rantsila.

## Géographie
Kestilä est située en bordure orientale des grandes plaines d'Ostrobotnie, dans la haute vallée de la rivière Siikajoki.
La maigre population se concentre dans l'ancien centre administratif, ainsi que dans les zones agricoles situées à proximité immédiate de la Siikajoki et de ses affluents. Le reste du territoire est largement forestier, l'ancienne commune formant la partie occidentale de Siikalatva.
La capitale provinciale Oulu est à 92 km du village-centre et Helsinki à 544 km. Les municipalités voisines au moment de la fusion étaient Pyhäntä au sud-est, Piippola au sud-ouest, Pulkkila à l'ouest, Rantsila au nord-ouest, Liminka au nord, et côté Kainuu Vaala au nord-est et Kajaani à l'est.

## Histoire
Si de maigres vestiges de population datant de l'âge de la pierre ont été retrouvés, la première mention explicite du lieu date des années 1580. Le village compte alors "une demi-dizaine d'habitations". Le chiffre de population reste faible tout au long du XVIIIe siècle, avant un décollage au XIXe siècle lié à l'amélioration des rendements agricoles. Le seuil des 2 000 habitants est franchi vers 1900, et celui des 3 000 dès 1924.
La commune culmine à environ 3 800 au début des années 1950. Faute de base solide à son économie en dehors de l'agriculture, elle est très durement touchée par l'exode rural dans les années 1960 et 1970 et n'a jamais réussi à enrayer depuis cette forte baisse de sa population, ce qui a contribué à sa disparition dans le cadre d'une politique gouvernementale tournée vers la réduction du nombre de communes. Elle comptait 1574 habitants au dernier recensement officiel.